# Roar Hansen
Roar Magne Hansen (Perstorp, 28 febbraio 1966) è un allenatore di calcio svedese.

## Carriera
Dopo una breve parentesi da calciatore a livello locale nelle serie minori, ha intrapreso la carriera di allenatore.
Ha iniziato allenando nelle leghe regionali della Scania, lavorando al tempo stesso in fabbrica, impiego che ha mantenuto per 18 anni.
Nel 2006 ha assunto la guida dell'Ängelholm, squadra che seppe conquistare la promozione in Superettan al termine del campionato 2007. L'anno successivo il club conquistò il miglior piazzamento della sua storia, grazie al quinto posto in seconda serie.
Nel 2011 Hansen è diventato il nuovo allenatore dell'Öster, con cui ha ottenuto la promozione al suo secondo anno di permanenza.
Dal 2013 inizia a sedere sulla panchina dell'Helsingborg, prendendo il posto del norvegese Åge Hareide. La squadra rossoblu è stata a lungo in lizza per vincere il titolo nazionale, ma un finale negativo di stagione (5 punti nelle ultime 8 partite) la ha estromessa persino dalle coppe europee. Hansen è rimasto un altro anno sulla panchina dell'Helsingborg, ma terminata la stagione 2014 al nono posto è stato sostituito da Henrik Larsson.
Prima dell'inizio della 2015, è stato nominato nuovo allenatore dell'Åtvidaberg. La squadra ha terminato il campionato di Allsvenskan all'ultimo posto con soli 16 punti ottenuti, nonostante ciò Hansen è stato ugualmente confermato. Dopo il sesto posto ottenuto nella Superettan 2016, nel corso del campionato seguente l'Åtvidaberg si stava avviando alla seconda retrocessione in tre anni: il 31 agosto 2017 Hansen si è dimesso dal ruolo di allenatore, pur mantenendo quello di manager.
Nel 2018 ha guidato l'IFK Värnamo in un campionato di Superettan 2018 terminato però con una retrocessione concretizzatasi a seguito di un doppio spareggio.
Dalla stagione 2019 è sceso nella quarta serie svedese con il passaggio all'Ängelholms FF, squadra che ha successivamente conquistato la promozione in Ettan al termine della stagione 2021. Al termine della Ettan 2023 Hansen ha lasciato il posto di capo allenatore ad Andreas Granqvist, mantenendo il solo incarico di direttore sportivo.
Il 6 agosto 2024 Hansen è stato annunciato come nuovo capo allenatore del Varberg, squadra militante nella Superettan 2024, dopo le dimissioni del precedente allenatore Tobias Linderoth.

## Palmarès

### Allenatore

#### Competizioni nazionali
- Superettan: 1

Öster: 2012